# Guion cinematográfico y televisivo
Un guion cinematográfico y televisivo ,  es un trabajo escrito por un guionista para una película o programa de televisión. Estos guiones pueden ser obras originales o adaptaciones de piezas de escritura existentes. En ellos, también se narran el movimiento, las acciones, la expresión y los diálogos de los personajes. Un guion escrito para televisión también se conoce como teleplay.

## Estilo
Los componentes principales son la acción (a veces llamada "dirección de la pantalla") y el diálogo. La acción está escrita en tiempo presente y se limita a lo que el público puede escuchar o ver, por ejemplo, descripciones de configuraciones, movimientos de personajes o efectos de sonido. El diálogo son las palabras que hablan los personajes, y está escrito en una columna central.
En este tipo de guiones (a diferencia de una obra de teatro) se utilizan líneas de guía. Al principio de cada escena aparece una línea de línea de posición, también llamada encabezado de la escena maestra, y generalmente contiene tres datos: si la escena transcurre adentro (interior / INT.) o afuera (exterior / EXT.), la ubicación específica, y la hora del día. Con cada línea de guía comienza una nueva escena. En una "secuencia de comandos de filmación", las líneas de guía están numeradas consecutivamente para facilitar la referencia.

## Formato de los guiones
Los guiones utilizan un conjunto de estandarizaciones, comenzando con el formato. Estas reglas son en parte para cumplir con el propósito de hacer que los guiones sean "planos" de las películas, y también para servir como una forma de distinguir a un profesional de un aficionado.

### Guiones cinematográficos
Se espera que los guiones cinematográficos destinados a su presentación a estudios convencionales, ya sea en los Estados Unidos o en otros sitios, se ajusten a un estilo estándar tipográfico muy difundido, conocido como el  formato de estudio , que estipula cómo los elementos del guion tales como encabezados de escenas, acciones, transiciones, diálogos, nombres de personajes, tomas y material entre paréntesis deben presentarse en la página, así como el tamaño de la fuente y el interlineado.
Una razón para esto es que, cuando se representan en formato de estudio, la mayoría de los guiones se transfieren a la pantalla a una velocidad de aproximadamente una página por minuto. Esta referencia no siempre es cierta; una página de diálogo usualmente ocupa menos tiempo de pantalla que una página de acción, por ejemplo, y depende enormemente del estilo literario del escritor; y, sin embargo, continúa siendo popular en Hollywood.
No hay un estándar único para el formato de estudio. Algunos estudios tienen definiciones del formato requerido escritas en la rúbrica del contrato del escritor. La Nicholl Fellowship, que es una competencia de escritura de guiones realizada bajo los auspicios de Academy of Motion Picture Arts and Sciences, tiene una guía para el formato de guion. Una guía más detallada es La Guía Completa para formatos de guiones.

### Guiones para televisión
Para los programas de televisión estadounidenses, las reglas de formato para programas de una hora y comedias de una sola cámara son esencialmente las mismas que para las películas. La principal diferencia es que los guiones de TV tienen interrupciones de acto. Las comedias de varias cámaras utilizan un formato diferente y especializado que se deriva de las obras teatrales y la radio. En este formato, el diálogo es a doble espacio, las líneas de acción en mayúscula y los encabezados de las escenas, las entradas y salidas de los personajes y los efectos de sonido en mayúsculas y subrayados.
Las series de drama y las comedias ya no son los únicos formatos que requieren las habilidades de un escritor. Con la programación basada en la realidad que cruza los géneros para crear varios programas híbridos, muchos de los llamados programas de "realidad" están en gran parte programados en formato. Es decir, el esqueleto general del programa y sus episodios están escritos para dictar el contenido y la dirección del programa. El Writers Guild of America ha identificado esto como un estilo de escritura particular, tanto que han presionado para imponer jurisdicción sobre los escritores y productores que "formatean" las producciones basadas en la realidad. Crear formatos de reality show implica una estructura narrativa similar a la escritura de guiones, pero mucho más condensada y reducida a puntos específicos de la trama o acciones relacionadas con el concepto general y la historia.